# Kabinet-Borisov II
Het kabinet-Borisov II was het eenennegentigste kabinet van Bulgarije, onder leiding van  minister-president Bojko Borisov. Het kabinet werd op 7 november 2014 geïnstalleerd, na goedkeuring van de Nationale Vergadering. Het kabinet werd op 27 januari 2017 ontbonden, dit gebeurde na grote verliezen van de GERB tijdens de presidentsverkiezingen in 2016. De kandidaat van de GERB, Tsetska Tsatsjeva, verloor tijdens die verkiezingen van Rumen Radev. Op 13 november 2016 gaf Borisov aan dat het kabinet zou opstappen, dit werd op 16 januari door het parlement bekrachtigd.
Het kabinet werd gevormd na de verkiezingen van 5 oktober 2014, de partij van Borisov kwam daar als winnaar uit met 84 van de 240 zetels. Omdat Borisov met zijn partij, 'Burgers voor Europese ontwikkeling van Bulgarije' (GERB), geen meerderheid in het parlement wist te winnen moest hij een coalitie vormen. Na moeizame onderhandelingen wist Borisov een akkoord te bereiken met het Reformatorisch Blok om een regering te vormen. De twee partijen bij elkaar hadden nog steeds een minderheid in de Nationale Vergadering. Uiteindelijk steunde het 'Alternatief voor een Bulgaarse Wedergeboorte (ABV)' het kabinet, in ruil daarvoor mochten zij een eigen vicepremier aanstellen. Ook het Patriottische Front zegde zijn steun toe, maar bleef buiten het kabinet. Met de steun van de twee partijen had het kabinet een meerderheid in het parlement met 137 van 210 zetels.

## Ministers
| Ministerie                                                                         | Minister             | Partij |
| ---------------------------------------------------------------------------------- | -------------------- | ------ |
| Minister-president                                                                 | Bojko Borisov        | GERB   |
| Vicepremier en minister van Binnenlandse Zaken, Coalitiebeleid en Openbaar Bestuur | Roemjana Batsjvarova | GERB   |
| Vicepremier en minister van EU-fondsen en Economisch Beleid                        | Tomislav Dontsjev    | GERB   |
| Vicepremier en minister van EU-beleid en Institutionele Zaken                      | Meglena Koeneva      | RB     |
| Vicepremier en minister van Arbeid en Sociaal Beleid                               | Ivajlo Kalfin        | ABV    |
| Minister van Justitie                                                              | Christo Ivanov       | RB     |
| Minister van Buitenlandse Zaken                                                    | Daniel Mitov         | RB     |
| Minister van Financiën                                                             | Vladislav Goranov    | GERB   |
| Minister van Economische Zaken                                                     | Bozjidar Loekarski   | RB     |
| Minister van Energie                                                               | Temenoezjka Petkova  | GERB   |
| Minister van Toerisme                                                              | Nikolina Angelkova   | GERB   |
| Minister van Onderwijs en Wetenschappen                                            | Todor Tanev          | RB     |
| Minister van Defensie                                                              | Nikolaj Nentsjev     | RB     |
| Minister van Landbouw en Voedsel                                                   | Desislava Taneva     | GERB   |
| Minister van Transport, Informatietechnologie en Communicatie                      | Ivajlo Moskovski     | GERB   |
| Minister van Milieu en Water                                                       | Ivelina Vasileva     | GERB   |
| Minister van Volksgezondheid                                                       | Petar Moskov         | RB     |
| Minister van Cultuur                                                               | Vezjdi Rasjidov      | GERB   |
| Minister van Jeugd en Sport                                                        | Krasen Kralev        | GERB   |

## Minister van Binnenlandse Zaken
Op 4 maart 2015 diende de minister van Binnenlandse Zaken, Veselin Voetsjkov, tijdens de ministerraad zijn ontslag in. De reden voor het ontslag was de terughoudendheid van premier Borisov bij het vervangen van twee hooggeplaatste ambtenaren van het ministerie van Binnenlandse Zaken. Voetsjkov wilde zowel de secretaris-generaal van het ministerie van Binnenlandse Zaken als het hoofd van de Dienst voor Nationale Veiligheid vervangen. Omdat de premier hier onvoldoende aan meewerkte en er volgens Voetsjkov een vertrouwensbreuk was ontstaan met de premier, diende Voetsjkov zijn ontslag in. Op 11 maart 2015 werd de vicepremier en minister van Coalitiebeleid en Openbaar Bestuur, Roemjana Batsjvarova, als opvolger van Voetsjkov benoemd.